# 6 Corvi
Désignations
6 Corvi (en abrégé 6 Crv) est une étoile géante de la constellation du Corbeau qui est visible à l'œil nu sous un ciel préservé de la pollution lumineuse, avec une magnitude apparente de 5,66. L'étoile est distante de ∼ 341 a.l. (∼ 105 pc) de la Terre et elle se rapproche du système solaire à une vitesse radiale héliocentrique de −2,4 km/s.
6 Corvi est une étoile géante orangée de type spectral K1III. Son rayon est 13,6 fois supérieur à celui du Soleil. Elle est 75,5 fois plus lumineuse que le Soleil et sa température de surface est de 4 608 K. Il s'agit d'une étoile solitaire, sans compagnon connu.